# Daniel Pennec
Daniel Pennec, né le 17 janvier 1956 à Paule (Côtes-du-Nord), est un enseignant et homme politique français.

## Biographie
Professeur en sciences économiques et sociales et ancien attaché parlementaire de Bertrand Cousin, il devient en 1989 premier adjoint au maire de Guingamp.
Lors des élections législatives de 1993, il est élu député de la 4e circonscription des Côtes-d'Armor, en battant le communiste Christian Le Verge. Au cours de son mandat, il se fait connaître en menant une grève de la faim pour le désenclavement du centre-Bretagne et notamment la mise à deux fois deux voies de la N164 qui traverse la région. Après huit jours d'action, il obtient satisfaction.
Par ailleurs, il est conseiller régional de Bretagne pendant deux mandats. En 2004, il se retire alors de la vie politique.
En 2018, il est élu président de la Maison de l'Argoat.

## Détail des fonctions et des mandats
Mandat parlementaire
- 28 mars 1993 - 21 avril 1997 : député de la 4e circonscription des Côtes-d'Armor

Mandats locaux
- 22 mars 1992 - 28 mars 2004 : conseiller régional de Bretagne